# Manihot longipetiolata
Manihot longipetiolata är en törelväxtart som beskrevs av Johann Baptist Emanuel Pohl. Manihot longipetiolata ingår i släktet Manihot och familjen törelväxter. Inga underarter finns listade i Catalogue of Life.